# Orgyia corsica nupera
Orgyia corsica nupera is een vlinderondersoort uit de familie van de spinneruilen (Erebidae), onderfamilie donsvlinders (Lymantriinae). Het is ondersoort van Orgyia corsica. De wetenschappelijke naam van de 
ondersoort is voor het eerst geldig gepubliceerd in 1919 door Turati. 
Deze nachtvlinder komt voor in Europa.